# Un plan simple
Un Plan Simple es un EP lanzado por Cadena Perpetua en conmemoración de sus 15 años de carrera. Contiene dos covers ( "Todo por nada" e "In the city") dos viejas canciones ( "Noches de misa" y "¿Por qué a mí?", hasta entonces nunca registradas en estudio) y dos canciones nuevas ("Pánico" y "Que Estoy Buscando", posteriormente regrabadas e incluidas en el disco Demasiada Intimidad).

## Lista de temas
1. "Pánico"
2. "¿Que estoy buscando?"
3. "Todo por nada" (MCD)
4. "In The City"
5. "Noches de Misa"
6. "¿Por qué a mi?"

## Ficha técnica
- Hernan Valente: Voz y guitarra
- Eduardo Graziadei: Bajo y coros (voz principal en "¿Que estoy buscando?")
- Damian Biscotti: Batería.

- Grabado y Mezclado durante septiembre de 2005 en "El Garage Estudios" por Matias Cugat.
- Masterizado por No Rules Rec.
- Producción artística: Cadena Perpetua
- producido y editado por: Leechi Discos.

- Datos: Q5576098